# 润洗
润洗是化学定量分析中的一种操作。它是在所用的玻璃仪器清洗完毕、确认清洁后，用待装的工作试液浸泡仪器内壁的一个过程。定量的实验仪器才需要润洗，在清洗之后、操作之前进行。
由于滴定管、吸量管等定量的玻璃仪器在工作时需要利用溶液体积来计算溶质的量，因此保证所装溶液浓度一定就变得至关重要。用水清洗过的玻璃仪器总会挂有水滴，如果直接用来操作，溶液会被稀释。润洗的目的就是要将这些水滴除去，以工作溶液液滴代之。烧杯等不要求浓度准确的仪器则不润洗，容量瓶等要求溶质的量准确的仪器则不准润洗。
为节约试剂，润洗通常秉着“少量多次”的原则。向仪器内加液至约三分之一，然后倾斜管身并旋转，尽量使内壁的每一处都接触到液体，然后把液体放掉。如是2-3次，即可加液至满刻度进行工作。